# Хуан Алфонсо Баптиста
Хуан Алфонсо Баптиста Диас (на испански: Juan Alfonso Baptista Díaz) е венецуелски актьор и манекен.

## Биография
Роден е на 9 септември 1976 г. в Каракас, Венецуела. Висок е 180 см.
Започва образованието си в началното училище „Colegio Santo Tomas de Villanueva“. Впоследствие се прехвърля в Instituto Eskuela и завършва там средното си образование.
Преди да се посвети на сцената, той играе в Младежкия национален футболен отбор на родината си.
Травма обаче прекратява кариерата му на футболен вратар и го насочва към съвсем различна област, тази на телевизионните сериали. Дебютира в теленовели през 1995 г., а с прякора „Котарак“ (на испански: Gato) се сдобива след ролята си в сериала „От сърце“ през 1997 г. Оттогава той е известен с този прякор в артистичните среди. Следват сериалите „В плен на любовта“, „Като на кино“, „Любовна магия“ и др.
В България е популярен от колумбийската теленовела „Трима братя, три сестри“, в която играе ролята на Оскар, която му донася най-много награди, със същата роля участва в епизод на испанския сериал „Щурите съседи“. Той играе ролята на най-амбициозния от тримата братя. Друга теленовела, в която играе главната роля е „Жената в огледалото“ от 2004 г., където си партнира отново с Паола Рей и за пореден път играе ролята на Дон Жуан. От април 2009 е женен за модела Наталия Парис.

## Филмография
- 2012: Линч (Lynch)
- 2012: Семейство Рей (Los Rey) – Педро Луис Малвидо
- 2011: Учителката по английски (La teacher de inglés) – Луис Фернандо Кайседо
- 2010: Пожертвани сърца (Sacrificio de mujer) – Луис Франсиско Виларте
- 2007: Белег на желанието (La marca del deseo) – Луис Едуардо Сантибаньес
- 2005: Съдбовни решения (Decisiones)
- 2004: Жената в огледалото (La mujer en el espejo) – Маркос Мути
- 2003: Трима братя, три сестри (Pasion de gavilanes) – Оскар Рейес
- 2002: Като вода и масло (Agua y aceite)
- 2002: Дивата котка (Gata salvaje) – Гато, Бруно Вийалта
- 2001: Като на кино (Como en el cine) – Чарли
- 2000: Моята съдба си ти (Mi destino eres tu) -
- 2000: Любовна магия (Hechizo de amor) – Рене Кастро
- 1999: В плен на любовта (Enamorada) – Рики
- 1998: Así es la vida – Рей
- 1997: От все сърце (A todo corazón) – Гато